# Rhombophryne testudo
Rhombophryne testudo es una especie de anfibio anuro de la familia Microhylidae.

## Distribución geográfica
Esta especie es endémica del norte de Madagascar, así como de las islas Nosy Be y Nosy Komba. Habita desde el nivel del mar hasta 300 m de altitud.

## Descripción
Rhombophryne testudo mide de 33 a 39 mm para los machos; las hembras pueden medir hasta más de 45 mm. Su dorso es de color marrón rojizo a negruzco. Sus patas traseras están atravesadas por bandas transversales oscuras. Su vientre no es tan oscuro y es relativamente transparente. Su cuerpo es robusto con extremidades relativamente cortas. Sus ojos son pequeños.

## Publicación original
- Boettger, 1880 : Diagnoses Batrachiorum novorum insulae Madagascar. Zoologischer Anzeiger, vol. 3, p. 567-568[6]